# Kusa (Kota Agung)
Kusa is een bestuurslaag in het regentschap Tanggamus van de provincie Lampung, Indonesië. Kusa telt 3070 inwoners (volkstelling 2010).